# Sellaband
Sellaband è stato un sito internet, creato da Johan Vosmeijer (ex Sony BMG), Pim Betist e Dagmar Heijmans nel 2006, per permettere a gruppi musicali emergenti di accumulare il denaro necessario per registrare un album professionale. Con il supporto di professionisti dell'industria musicale, a tutti i gruppi che riescono ad attrarre abbastanza investitori è offerto un produttore, uno studio di registrazione e un A&R.
Ai gruppi è richiesto di creare un profilo e caricare alcuni loro brani per attrarre quelli che vengono chiamati i believers (“credenti”), cioè coloro che credono in loro e nella loro musica. Le “parti” (azioni) sono vendute a 10 dollari ciascuna: occorre riuscire a vendere 5 000 parti (ogni believers può acquistarne anche più di una), dando al gruppo così 50000 $ di budget per registrare, mixare e produrre il loro album. Nel caso in cui il gruppo su cui si investe non raggiungesse la soglia dei  50000 $ (o "50K", come viene definita dagli utenti del sito), in qualsiasi momento agli investitori viene data la possibilità di vedersi rimborsato il denaro o di dirottare gli acquisti su altri artisti.
Ai believers viene a quel punto una copia ad edizione limitata dell'album prodotto per ciascuna parte (azione) acquistata, ma viene lasciata comunque la possibilità di rinunciare ai dischi in eccedenza, qualora si fossero acquistate più parti, ponendoli direttamente in vendita attraverso le pagine stesse del sito attraverso un meccanismo di negozio on-line, ricevendo in cambio il ricavato della vendita, con la possibilità di realizzare il guadagno o dirottare il ricavato su altri artisti; alcune delle canzoni del disco vengono messe in condivisione gratuita, mentre le altre sono in normale vendita, così come per chi vorrà il supporto CD. I guadagni sono divisi fra l'autore, il sito Sellaband e gli investitori. Ulteriori ricavi anche qualora da qualcuna delle tracce dovesse venire ricavato profitto derivante da jingle pubblicitari, sigle di trasmissioni, colonne sonore.
Giovedì 21 giugno 2007 il sito ha visto iniziare la fase tre dell'operazione: i dischi dei primi due artisti ad aver raggiunto la quota dei "50K" sono in vendita nel negozio on-line, e in poche ore sono scaricate più di 7 000 canzoni.
Alla fine di giugno 2007 si stanno avvicinando al traguardo anche gli australiani Vegas Dragon, guidati da Brian Taylor; la prima band italiana sono i "Black Jack", attualmente 25 mi nella classifica assoluta (su oltre 4 300 artisti iscritti).
Nel gennaio 2010, Sellaband ha presentato istanza di fallimento. Pochi giorni dopo, un investitore ha rilanciato la piattaforma. L'ufficio è stato quindi trasferito a Monaco di Baviera. Il 28 agosto 2015, anche la nuova società, Sellaband GmbH, ha presentato istanza di fallimento.

## Successi
Da quando il sito è stato lanciato (agosto del 2006), 7 gruppi hanno raggiunto l'obiettivo dei 50000 $: dapprima Nemesea (Paesi Bassi) e poco dopo Cubworld (USA); poi via via a ruota Second Person (Gran Bretagna) e Clémence (Francia); quindi tra maggio e giugno 2007, in poco più di un mese Lily (USA), Maitreya (Nuova Zelanda) e Mandyleigh Storm (Australia).
|                       | Data 50K "parts" | Data uscita album |
| Nemesea               | 02/11/2006       | 14/09/2007        |
| Cubworld              | 12/01/2007       | 16/02/2009        |
| Second Person         | 12/03/2007       | 09/08/2007        |
| Clémence              | 18/03/2007       | n.d               |
| Lily                  | 21/05/2007       | 10/03/2008        |
| Maitreya              | 02/06/2007       | 06/06/2008        |
| Mandyleigh Storm      | 28/06/2007       | 10/03/2008        |
| Vegas Dragons         | 11/09/2007       | 05/06/2008        |
| Julia Marcell         | 05/10/2007       | 26/03/2008        |
| Francis Rodino        | 27/10/2007       | 16/02/2009        |
| T-Ka                  | 05/11/2007       | 16/02/2009        |
| BulletProof Messenger | 21/12/2007       | 03/04/2009        |
| Solid Tube            | 06/01/2008       | 16/02/2009        |